# Baza Lotniczego Pogotowia Ratunkowego w Suwałkach

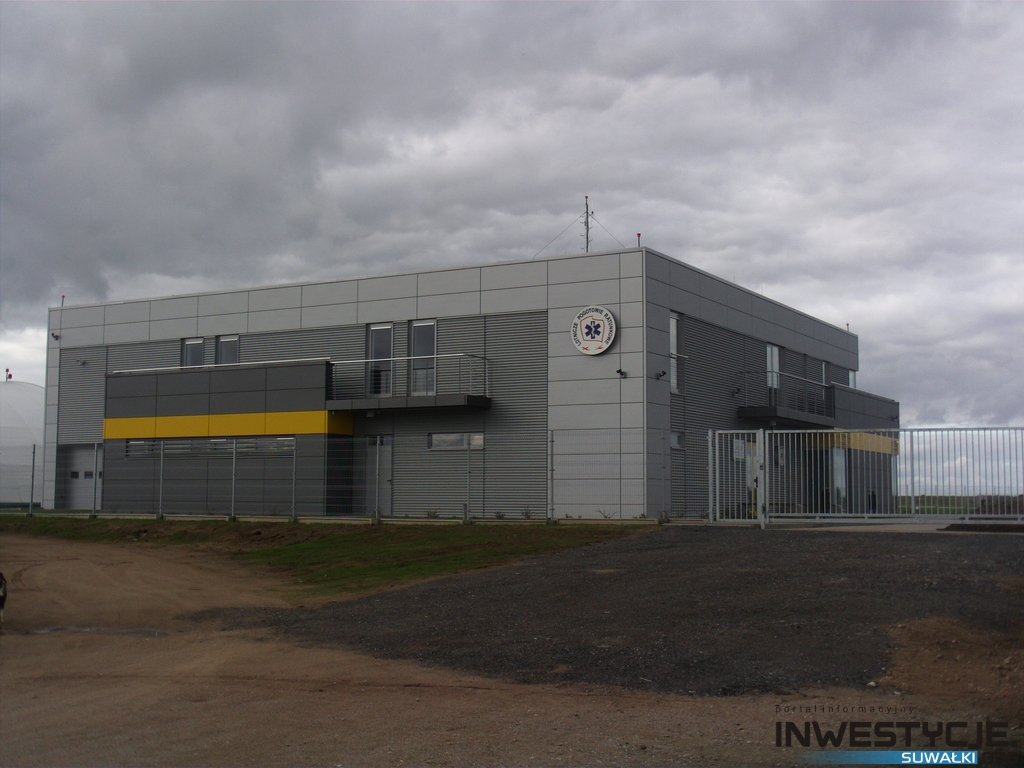
Baza Lotniczego Pogotowia Ratunkowego tuż przed oficjalnym uruchomieniem w 2012 roku

Baza Lotniczego Pogotowia Ratunkowego w Suwałkach - oddział Lotniczego Pogotowia Ratunkowego stacjonujący w Suwałkach przy ul. Wojczyńskiego 2a, ok. 3 km. od centrum miasta. Placówka służby ratownictwa medycznego, wykonującej w polskim systemie opieki zdrowotnej zadania z zakresu lotniczego transportu ratowniczego i sanitarnego. Kierownikiem jest rat.med. Zbigniew Dąbrowski.
Suwalską bazę LPR utworzono 4 czerwca 2005 roku, na terenie o powierzchni 0,6 ha w bezpośrednim sąsiedztwie istniejącego od lat suwalskiego lotniska przy ul. Wojczyńskiego. Suwalski samorząd zainwestował w jej funkcjonowanie 211 000 złotych. W październiku 2011 roku Wojewoda Podlaski przekazał jednostce teren o powierzchni 25 arów, dzięki czemu można było ją rozbudować. Prace rozpoczęły się jesienią 2011 roku i potrwały rok. W ramach rozbudowy powstał hangar dla śmigłowca wraz z zapleczem socjalno-operacyjnym i stacją paliw, a także płyta postojowa z oświetleniem. Umożliwiło to pełnienie przez jednostkę dyżurów nocnych.
Od 2011 roku jednostka dysponuje śmigłowcem Eurocopter EC135, wykorzystywanym również przez inne bazy LPR w Polsce.
Województwo podlaskie jest drugie, po woj. mazowieckim, w którym działają dwie stacjonarne bazy LPR.